# Dave Baksh
David Nizaam Baksh (Toronto, Ontario, Canadá, 26 de julio de 1980) o también llamado Dave Brownsound es el guitarrista y segunda voz de la banda de heavy metal/reggae Brown Brigade, pero es más conocido por haber sido el guitarrista de la banda de punk rock canadiense Sum 41, donde permaneció 10 años, desde 1996 hasta 2006. En agosto de 2015, en los APMAS (Alternativa Press Music Awards) volvió definitivamente a Sum 41 y sigue como miembro en la actualidad.

## Vida
Baksh es hijo de inmigrantes de Guyana que emigraron a Canadá. Está casado con Jennifer Baksh y admira a bandas de Heavy metal como: Metallica, Megadeth, Anthrax, Iron Maiden, Judas Priest, Pantera entre muchas otras.

## Carrera
Baksh se unió a Sum 41 como tercer miembro después de Deryck Whibley y Steve Jocz que habían formado la banda en el verano de 1996, adicionalmente de ser guitarrista Baksh hacía los coros.
En 11 de mayo de 2006, Baksh anunció en un comunicado a través de su representante que dejaba Sum 41 por razones personales, él explicó que no podía continuar, creativamente hablando, en Sum 41 . Después del éxito del álbum Chuck, él decidió que era momento de dejar Sum 41 y unirse a Brown Brigade, su nueva banda que fundó junto con su primo Vaughn y en la que coincidentemente toca la guitarra y hace los coros. También es el líder espiritual de la banda, ya que hace las veces de portavoz y representante.
Tras el incidente del líder de Sum 41 Deryck Whibley en el cual fue hospitalizado por alcoholismo, se volvieron a reencontrar Dave Baksh y Deryck Whibley, justo en los meses de rehabilitación de Deryck. Ese reencuentro supuso que Dave Baksh (o Dave Brownsound) volviera apareciendo por sorpresa en el escenario con sus viejos amigos en los APMAS del 2015. Desde entonces es un miembro fijo de la banda.

## Equipo
- PRS Single Cut custom
- PRS McCarty
- PRS S2 Custom 22 Semi-Hollow
- Gibson Les Paul
- Gibson Explorer
- Soldano SRO - 100 with Marshall 1960BV 4X12
- Marhsall JCM2000 DSL50 with MESA/BOOGIE 4X12
- Marshall MF350 with Marshall MF400B 4x12

## Filmografía
| Año  | Película     | Personaje | Director           |
| ---- | ------------ | --------- | ------------------ |
| 2005 | Supersalidas | Dave      | John Mallory Asher |

## Discografía
Con Sum 41
- All Killer No Filler (2001)
- Does This Look Infected? (2002)
- Chuck (2004)
- 13 Voices (2016)
- Order In Decline (2019)
- Heaven :x: Hell (2024)

Con Brown Brigade
- Appetizer for Destruction (EP) (2006)
- Into the Mouth of Badd(d)ness (2007)

Con Organ Thieves
- God's Favorite Sons (EP) (2009)
- Somewhere Between Free Men and Slaves (2012)